# 프로클레이머스
프로클레이머스(The Proclaimers)는 스코틀랜드의 일란성 쌍둥이 형제 찰리 레이드와 크레이그 레이드 듀오이다.